# Bellaguarda
Bellaguarda är en kommun i Spanien.   Den ligger i provinsen Província de Lleida och regionen Katalonien, i den östra delen av landet, 400 km öster om huvudstaden Madrid. Antalet invånare är 335. Arean är 17,1 kvadratkilometer. Bellaguarda gränsar till Juncosa, Margalef, Flix och La Granadella. 
Terrängen i Bellaguarda är varierad.